# Brigg
Brigg is een civil parish in de Engelse county North Lincolnshire. De plaats telt 5626 inwoners en heeft een oppervlakte van 4,0107 km².
Sinds jaar en dag wordt er in Brigg een markt gehouden, een kleine liefdesgeschiedenis daarbij is vastgelegd in het volksliedje Brigg Fair.

## Geboren
- Joan Plowright (1929-2025), actrice